# مالك أمين أسلم
مالك أمين أسلم (بالأردوية: ملک امین اسلم)‏ (بالإنجليزية: Malik Amin Aslam)‏ هو سياسي باكستاني، ولد في 27 أكتوبر 1966 في باكستان. حزبياً، نشط في حركة الإنصاف الباكستانية.